# I'm in the mood for dancing
I’m in the mood for dancing is een single van The Nolans, toen nog The Nolan Sisters genoemd. Het was de tweede single afkomstig van hun debuutalbum Nolan Sisters. Bernie Nolan (1960-2013), later meer actrice dan zangeres, zong de eerste zangstem in dit dansliedje. I’m in the mood werd verreweg de grootste hit voor de gezusters Nolan in het Verenigd Koninkrijk.

## Hitnotering
I’m in the mood for dancing bereikte in vijftien weken Britse hitparade de derde plaats. Heruitgaven verkochten ook redelijk, maar konden het succes van het origineel bij verre niet evenaren. In de Japanse hitlijst, die destijds nauwelijks Engelstalige singles kende, stond het met meer dan 600.000 verkochte exemplaren twee weken op nummer 1; de zusjes werden daar aangeduid met「ダンシング・シスター」(letterlijk: Dansende zusjes). De dames namen daarop ook een Japanse versie op.

### Nederlandse Top 40
In deze hitlijst hield Sun of Jamaica van de Goombay Dance Band The Nolan Sisters van een eerste plaats af.
| Positie: | 21 | 13 | 7 | 4 | 2 | 3 | 4 | 6 | 18 | 29 | uit |

### NederlandseNationale Hitparade Top 50
| Positie: | 25 | 13 | 3 | 3 | 4 | 3 | 3 | 7 | 9 | 23 | 36 | 50 | uit |

### BelgischeBRT Top 30
| Positie: | 17 | 15 | 8 | 8 | 6 | 4 | 3 | 7 | 10 | 21 | uit |

### VlaamseUltratop 30
| Positie: | 23 | 18 | 9 | 9 | 6 | 5 | 4 | 5 | 8 | 11 | 20 | 23 | uit |

### NPO Radio 2 Top 2000
I'm in the mood for dancing stond alleen in 1999 in de NPO Radio 2 Top 2000, op plek 1741.